# レイナード・97D
レイナード・97D (Reynard 96D) は、イギリスのコンストラクター、レイナードが開発したフォーミュラカー。マルコム・オーストラーによって設計・デザインされた。1997年にフォーミュラ・ニッポン、2002年にフォーミュラ・ホールデンで使用された 。